# Black Thrash Attack
Black Thrash Attack — дебютный студийный альбом норвежской блэк/трэш-метал-группы Aura Noir, выпущенный в 1996 году на лейбле Malicious Records.

## Отзывы критиков
Рецензент Rock Hard пишет, что группа смешивает напор трэша 80-х, как играли Sodom или Possessed, со злобой раннего норвежского блэк-метала. Voivod из Sputnikmusic назвал Black Thrash Attack «отличной работой» и отметил, что качество материала, представленного на альбоме, наряду с его названием, ознаменовало рождение нового жанра.

## Список композиций
| №                   | Название                | Длительность |
| ------------------- | ----------------------- | ------------ |
| 1.                  | «Sons of Hades»         | 3:31         |
| 2.                  | «Conqueror»             | 4:03         |
| 3.                  | «Caged Wrath»           | 5:29         |
| 4.                  | «Wretched Face of Evil» | 4:12         |
| 5.                  | «Black Thrash Attack»   | 5:11         |
| 6.                  | «The Pest»              | 3:11         |
| 7.                  | «The One who Smite»     | 4:07         |
| 8.                  | «Eternally your Shadow» | 3:37         |
| 9.                  | «Destructor»            | 4:41         |
| 10.                 | «Fighting for Hell»     | 4:11         |
| Общая длительность: | Общая длительность:     | 42:13        |

## Участники записи
- Apollyon — гитара, бас-гитара, ударные, вокал
- Aggressor[англ.] — гитара, бас-гитара, ударные, вокал
- Blasphemer — гитара